# Палеостоми
Палеосто́ми (Палиастоми; груз. პალიასტომი) — мелководное реликтовое остаточно-лагунное озеро черноморского побережья Грузии. Располагается в Колхидской низменности, на границе Гурии и Самегрело-Верхней Сванетии.
Представляет собой скорее лиман, чем озеро. Питается впадающей в него речкой Пичорой. Вытекает протока в реку Капарча, вливающуюся в Чёрное море. На берегу озера располагается город Поти.
Площадь поверхности озера составляет 18,2 км². Средняя глубина 2,6 м, наибольшая — 3,2 м. Высота над уровнем моря — 0,3 м. Палиастоми считается третьим по величине озером в Грузии, превосходя только озера Паравани и Карцахи.
Озеро располагается в пределах границ Колхидского национального парка.
В 1961 году на дне озера археологи обнаружили следы поселения II столетия н. э. Данная местность является возможным месторасположением города Фасиса.
В 1963 году режиссёр Семён Долидзе снял фильм «Озеро Палиастоми».